# Haas Lola
Team Haas (USA) Ltd var ett amerikanskt-brittiskt formel 1-stall som tävlade under två säsonger i mitten av 1980-talet. Stallchefen Carl Haas drev under tiden också Newman/Haas-stallet i PPG Indycar World Series (Champ Car World Series) tillsammans med Paul Newman.
Bilarna kallades Lola men de byggdes av FORCE (Formula One Race Car Engineering) i Colnbrook.

## F1-säsonger
| Säsong | Tävlingsnamn        | Bil        | Motor           | Däck | Poäng | VM-plac. | Förare 1   | Förare 2                     |
| ------ | ------------------- | ---------- | --------------- | ---- | ----- | -------- | ---------- | ---------------------------- |
| 1985   | Team Haas (USA) Ltd | Lola THL-1 | Hart 1.5 L4T    | G    | 0     | 11:a     | Alan Jones |                              |
| 1986   | Team Haas (USA) Ltd | Lola THL-1 | Hart 1.5 L4T    | G    | 0     | 11:a     | Alan Jones | Patrick Tambay Eddie Cheever |
| 1986   | Team Haas (USA) Ltd | Lola THL-2 | Ford F1 1.5 V6T | G    | 6     | 8:a      | Alan Jones | Patrick Tambay Eddie Cheever |